# Lavater Lee (film fra 1910)
Lavater Lee er en dansk stum komediefilm produceret af Nordisk Films Kompagni. Filmens instruktør er ukendt. 

## Medvirkende
- Lavater Lee
- Ella la Cour